# Vulcan, Brașov
Vulcan là một xã thuộc hạt Brașov, România. Dân số thời điểm năm 2002 là 5640 người.